# Штукенберг, Фриц
Фриц Штукенберг (нем. Fritz Stuckenberg; 16 августа 1881, Мюнхен — 18 мая 1944, Фюссен) — немецкий художник-экспрессионист.
Вырос в Дельменхорсте. В 1900 г. отучился один семестр на архитектурном отделении Технической школы в Брауншвейге, затем жил и учился в Лейпциге у Антона Кламрота, в Веймаре у Людвига фон Хофмана, в Мюнхенской академии художеств (1905—1907). В 1907—1912 гг. жил и работал в Париже, в 1909 г. выставил первые две работы на Осеннем салоне. С 1912 г. в Берлине, с 1916 г. примыкал к кругу журнала «Штурм», входил в «Рабочий комитет искусства» Вальтера Гропиуса и Бруно Таута. С 1921 г. по медицинским и финансовым причинам более или менее уединённо жил в Дельменхорсте — особенно после того, как в 1937 г. картина Штукенберга «Улица и дома» (нем. Straße mit Häusern; 1921) была включена нацистами в состав выставки «Дегенеративное искусство».